# Eurylister bickhardti
Eurylister bickhardti är en skalbaggsart som först beskrevs av Miłosz A. Mazur 1997.  Eurylister bickhardti ingår i släktet Eurylister och familjen stumpbaggar. Inga underarter finns listade i Catalogue of Life.